# ألان موفات
ألان موفات (بالإنجليزية: Allan Moffat)‏ هو سائق سيارة سباق أسترالي وكندي، ولد في 10 نوفمبر 1939 في ساسكاتون في كندا.

## روابط خارجية
- ألان موفات على موقع DriverDB.com (الإنجليزية)